# Xystrocera reducta
Xystrocera reducta là một loài bọ cánh cứng trong họ Cerambycidae.